# Лунік IX
Лунік IX (словац. Luník IX) — міська частина, громада округу Кошиці II, Кошицький край. Кадастрова площа громади — 1.07 км².
Населення 6689 осіб (станом на 31 грудня 2020 року).

## Історія
Лунік IX згадується 1979 року.

## Географія
Протікає Миславський потік.